# Chopitroepiaal
De Chopitroepiaal (Gnorimopsar chopi) is een zangvogel uit de familie Icteridae (troepialen).

## Verspreiding en leefgebied
Deze soort telt 3 ondersoorten:
- G. c. sulcirostris: noordoostelijk Brazilië.
- G. c. chopi: van zuidoostelijk Bolivia tot centraal en zuidoostelijk Brazilië, Uruguay en noordoostelijk Argentinië.
- G. c. megistus: van zuidoostelijk Peru tot oostelijk Bolivia.